# Anton Alén
Anton Alén (Helsinki, 3 giugno 1983) è un pilota di rally finlandese.

## Carriera

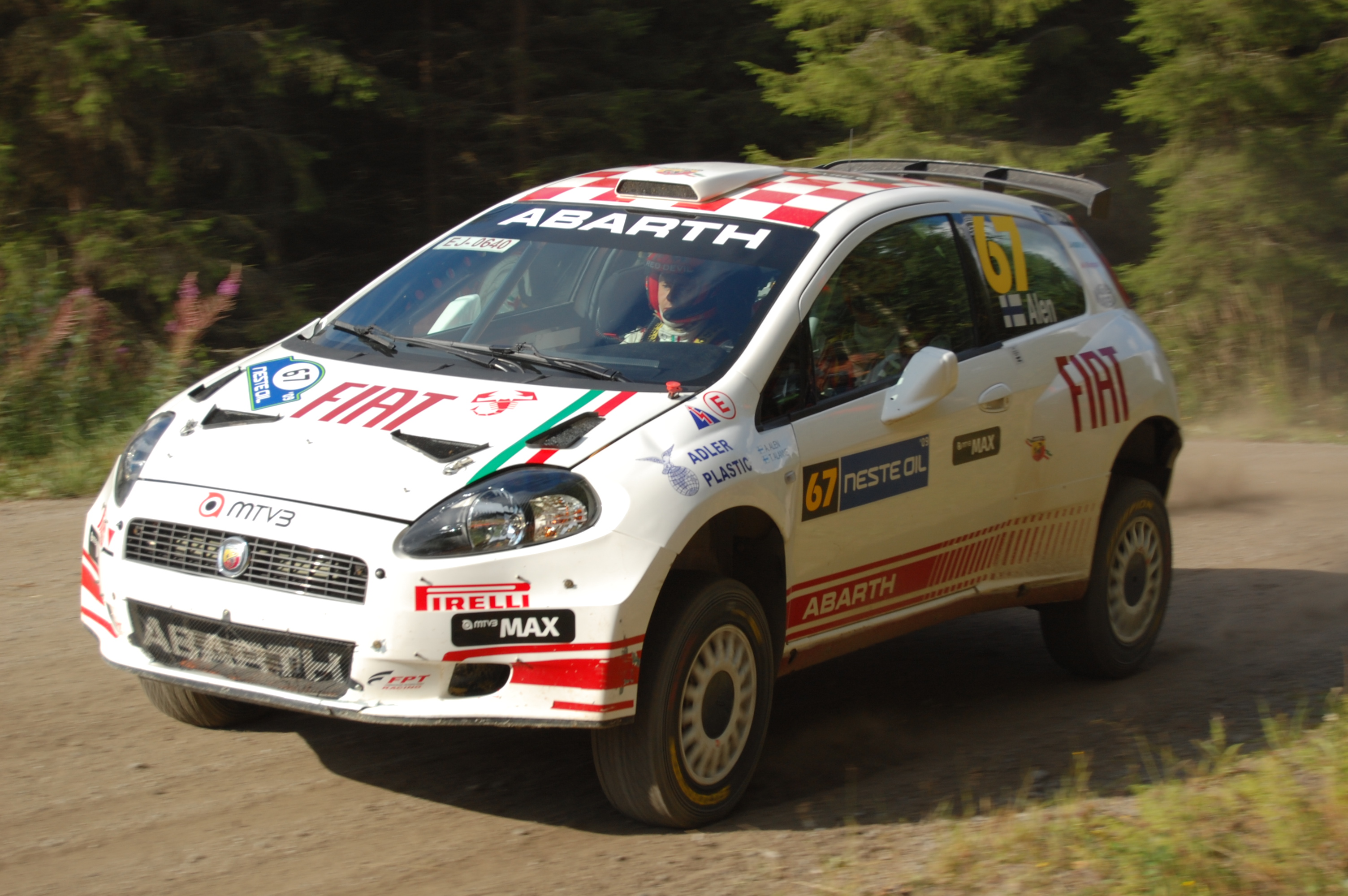
Alén al Rally di Finlandia del 2009

È discendente da una famiglia di piloti, il nonno infatti era campione finlandese di corse su ghiaccio, e suo padre, Markku Alén, fu uno dei migliori piloti degli anni '80. Anton segue le tracce del padre partecipando al campionato finlandese, fino a debuttare nel mondiale nel Rally di Finlandia del 2005.
Nel 2006 partecipa all'Intercontinental Rally Challenge che percorre larga parte del campionato europeo di Rally e il Safari Rally. Nel 2007 vince il Rally di Russia a bordo della Fiat Abarth Grande Punto S2000, e da allora non è più riuscito a vincere una gara. Nel 2010 doveva correre per il team Proton, ma il team rinuncia di ingaggiare il finlandese, e questo porta Alén ad iscriversi al solo rally di casa con una Ford Fiesta S2000, senza però parteciparvi.

## Risultati nel mondiale rally
| 2005 | Scuderia | Vettura               |  |  |  |  |  |  |  |    |  |  |  |  |  |  |  |  | Punti | Pos. |
| ---- | -------- | --------------------- |  |  |  |  |  |  |  | -- |  |  |  |  |  |  |  |  | ----- | ---- |
| 2005 |          | Mitsubishi Lancer Evo |  |  |  |  |  |  |  | 33 |  |  |  |  |  |  |  |  | 0     |      |

| 2006 | Scuderia | Vettura                |  |  |  |  |  |  |     |  |  |    |  |  |  |  |  |    | Punti | Pos. |
| ---- | -------- | ---------------------- |  |  |  |  |  |  | --- |  |  | -- |  |  |  |  |  | -- | ----- | ---- |
| 2006 |          | Subaru Impreza WRX STi |  |  |  |  |  |  | Rit |  |  | 11 |  |  |  |  |  | 13 | 0     |      |

| 2007 | Scuderia | Vettura                                          |  |    |  |  |  |  |  |  |     |  |  |  |  |  |  |  | Punti | Pos. |
| ---- | -------- | ------------------------------------------------ |  | -- |  |  |  |  |  |  | --- |  |  |  |  |  |  |  | ----- | ---- |
| 2007 |          | Subaru Impreza WRX STi Abarth Grande Punto S2000 |  | 17 |  |  |  |  |  |  | Rit |  |  |  |  |  |  |  | 0     |      |

| 2009 | Scuderia | Vettura                   |  |  |  |  |  |  |  |  |    |  |  |  |  |  |  |  | Punti | Pos. |
| ---- | -------- | ------------------------- |  |  |  |  |  |  |  |  | -- |  |  |  |  |  |  |  | ----- | ---- |
| 2009 |          | Abarth Grande Punto S2000 |  |  |  |  |  |  |  |  | 12 |  |  |  |  |  |  |  | 0     |      |

| Legenda | 1º posto | 2º posto | 3º posto | A punti | Senza punti | Ritirato | Squalificato | NP=Non partito C=Gara cancellata | Apice=Power stage |